# 내 남자의 로맨스
"내 남자의 로맨스"는 2004년에 개봉한 대한민국의 로맨스 영화이다.

## 캐스팅

### 주연
- 김정은 : 김현주 역 (아역 : 변주연, 박은빈)
- 김상경 : 김소훈 역
- 오승현 : 은다영 역

### 조연
- 이유진 : 최진실 역
- 박동빈 : 장봉만 역
- 황효은 : 황송이 역
- 황택하 : 조기철 역

### 단역
- 지대한 : 매니저 역
- 한대석 : 김 선배 역
- 안용근 : 신참 역
- 맹상훈 : 삼촌 역
- 김희은 : 명품관 미녀 역
- 최은지 : 솝 매니저 역
- 최윤정 : 명품관 직원 역
- 권혁풍 : 원장 역
- 윤태보 : 총무 역
- 신영미 : 여 요리사 역
- 최효상 : 역장 역
- 정희태 : 파마 남자 역
- 권영헌 : 방송국 경비 역
- 최이영 : CF 조감독 역
- 서광재 : 로맨스 감독 역
- 한재영 : 로맨스 스탭 1 역
- 이광재 : 로맨스 스탭 2 역
- 구해룡 : 경찰 역
- 최영 : 패션쇼 감독 역
- 심혜숙 : 모델 역
- 엄기욱 : 패션쇼 스탭 역
- 김재흠 : 레스토랑 중년 남 역
- 하종란 : 레스토랑 중년 여 역
- 김명중 : 사장 역
- 진교만 : 임원 1 역
- 이영 : 임원 2 역
- 손경록 : 임원 3 역
- 서인철 : 임원 4 역
- 박요경 : 여 설계사 1 역
- 최회경 : 여 설계사 2 역
- 정석규 : 남 사원 1 역
- 신우진 : 남 사원 2 역
- 김준원 : 남 사원 3 역
- 이기욱 : 남 사원 4 역
- 김지나 : 홍보 담당 비서 역
- 데이빗 에이세이모 : 외신 기자 역
- 최주원 : 통역 역
- 윤솔 : 안내 데스크 여자 역
- 이현 : 현주 부 역
- 변주연 : 6세 현주 역
- 박은빈 : 초등학생 현주 역
- 김가람 : 초등학생 여아 역
- 최주원 : 신수영 역
- 이동혁 : 초등학생 1 역
- 김민성 : 초등학생 2 역
- 천승환 : 초등학생 3 역
- 구소희 : 현주-소훈의 딸 역
- 김태이 : 현주-소훈의 딸 역
- 허우림 : 현주-소훈의 딸 역
- 이상현 : 까페 커플 남 1 역
- 황가희 : 까페 커플 여 1 역
- 이범학 : 까페 커플 남 2 역
- 함인원 : 까페 커플 여 2 역
- 홍석만 : 까페 커플 남 3 역
- 김윤희 : 까페 커플 여 3 역
- 이이구 : 까페 커플 남 4 역
- 구말숙 : 까페 커플 여 4 역
- 김소정 : 피아노 연주 역

### 보조출연
- 화이트 폭스 : 전자밴드 역
- 도베 엔터테인먼트 : 외국인 모델/외국인 보조출연 역
- 모델센터 대구 : 한국인 모델 역
- 세빈 시큐리티 가드 : 경호원 역

### 특별출연
- 정찬 : 유민재 역
- 장희수 : 지배인 역
- 안선영 : 파마 여자 역
- 한예원 : 카페 미녀 역
- 김용만 : TV MC 역
- 성유리 : TV MC 역

## 스태프
- 감독 : 박제현
- 조감독 : 최이영
- 연출부 : 유민구, 심은정, 김용순, 이광재
- 스크립터 : 진경
- 각본 : 김선미, 이석준
- 각색 : 박제현
- 촬영 : 김윤수
- 촬영부 : 김기태, 임성권, 이상민, 방재환, 이동근
- 조명 : 이승구
- 조명부 : 배일혁, 유재혁, 김형용, 남경민, 한상구, 이동원, 김영철, 탁태희
- 프로듀서 : 장미애
- 제작책임 : 심문보
- 제작부장 : 이준엽, 엄기욱
- 제작부 : 송용운, 윤수진, 한명식
- 제작 : 이미경
- 제작회계 : 김지영
- 제작투자 : 박동호
- 투자기획 : 최준환
- 투자진행 : 유일한
- 투자책임 : 최평호
- 공동투자 : 이용우, 이진교
- 제작관리부문 : 정인선, 서상원, 석동준, 이진훈, 강원숙, 김봉서, 김권식, 정용욱, 이민희, 조충완, 김가영, 마정만, 문금석, 정지원, 이정수, 한상훈, 오광희, 유병영, 김해영, 조한규, 박가언, 권민성, 이찬형, 황득수, 김해경, 장정현, 김여정, 박민지, 정나리, 김병석, 한소영, 이성훈, 장성순
- 동시녹음 : 강신규
- 붐오퍼레이터 : 김홍선
- 음악 : 김득수
- 미술 : 하상호
- 미술팀 : 김미경, 원여정
- 세트팀 : 이기석, 박근수, 김민수, 오준석, 김정곤, 이동렬
- 소품 : 신성선
- 소품팀 : 문성해, 정재훈
- 특수장비 : 김용태, 온대균, 방성환
- 분장 : 박수영
- 분장팀 : 김현정, 윤진주
- 의상 : 김시진
- 의상팀 : 류경숙, 서원나
- 편집 : 박곡지
- 현장편집 : 신태라
- 네가편집 : 이윤희, 박순주
- 촬영B팀 : 지길웅, 조봉한, 홍승혁
- 촬영C팀 : 최영진, 이성진, 황성욱
- 스테디캠 : 김석진, 여경보, 전용훈
- 상해보험 : 류인종
- 조명탑차 : 정상도
- 촬영버스 : 이경형, 유상수
- 발전차 : 홍기호
- 세트디자인 : 김희재
- 스토리보드 : 천세환
- 예고편 : 알파빌
- 메이킹 : 홍영승
- 지미집 : 이재인
- 텔레시네 : 한재민
- 아비드편집 : 정진희
- 포스터사진 : 윤형문
- MCC : 김종명, 박성규, 김성혁, 최성용
- 배급부문 : 송치용, 전경진, 강경호, 정태선, 박상수, 강문환, 김성은, 이영준, 홍창의, 김준형, 성규현, 문경남, 이현규
- 마케팅부문 : 서영희, 채봉희, 최진, 오지현, 김종훈, 엄주영, 이승철, 신승근, 서유진, 조현식, 장진승, 황기섭, 김성경, 이상윤, 최아람, 송성우, 곽지영, 이은하
- 시각효과부문 : 김희동, 문영우, 선성규, 이상률, 유은미, 정연규, 고한기, 정현각, 김희전
- 음향부문 : 최태영, 이승엽, 이인규, 강혜영, 김영록, 김미라, 박용기, 염세진, 이창호, 박기영, 강상필
- 매니저부문 : 박유택, 추연진, 국세환, 이용일, 한성규, 이충기, 장정호, 강상욱
- 스타일리스트 : 이연화, 이진, 박지영, 김수영, 오경아, 이수아, 윤미진